# Éburons
Les Éburons (en gaulois : Ἐβουρωνοί — gallo-grec — ou EBVRONOI — gallo-latin, Ebourōnoí ; en latin : EBVRONES ou EBVRONÉS, Eburonēs) étaient un peuple belge, établi au nord-est de la Gaule au Ier siècle av. J.-C..
Selon ses Commentaires, Jules César les considérait comme des Germains cisrhénans (Jules César, Guerre des Gaules, II, 4), mais leur nom est celtique et le proconsul romain lui-même semble les considérer également comme gaulois dans le livre VI (guerre contre Ambiorix).

## Territoire

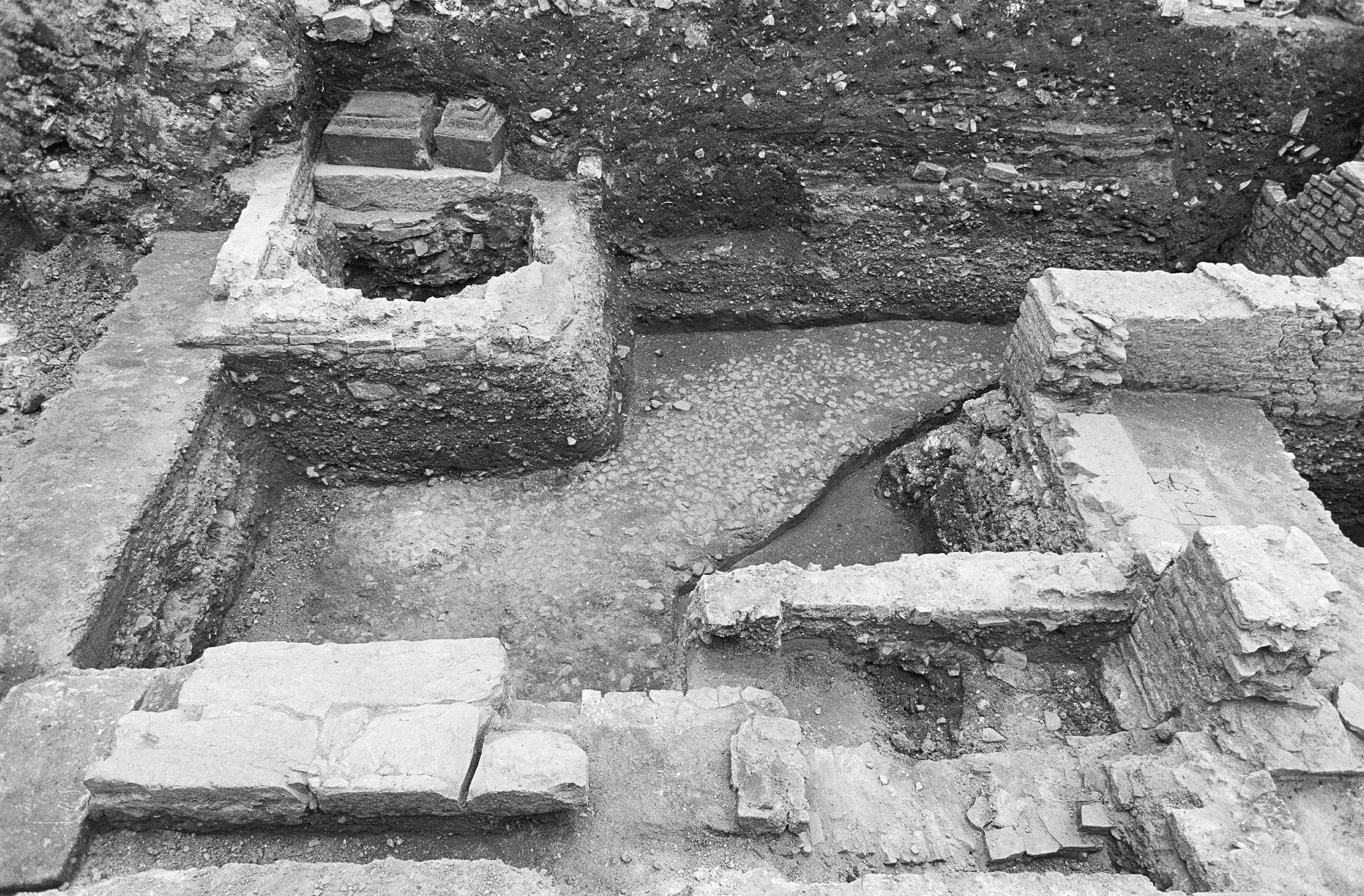
Chemin celte pavé menant à un passage sur la Meuse, à Maastricht

Leur territoire correspond aux provinces modernes du Limbourg et de Liège en Belgique, au Limbourg néerlandais, et à une partie avoisinante de l'Allemagne jusqu'à Aix-la-Chapelle.  Strabon indique, en 7 avant Jésus-Christ, que les Eburons résident dans une forêt appelée « Arduenna », large de 4 000 stades ou environ 800 km. Selon Jules César mentionne : « les Éburons, dont la plus grande partie habite entre la Meuse et le Rhin, et qui étaient gouvernés par Ambiorix et Catuvolcos »,. César situe les Sègnes et les Condruses au sud des Eburons, entre eux et les Trévires, qui résident près de la Moselle. Le territoire des Sègnes se situait à proximité de la rivière Ourthe, le territoire des Condruses se situait dans le Condroz. A l'ouest, ils étaient voisins des Nerviens et des Atuatuques, ces derniers situés entre ces deux tribus, dans l'Entre-Sambre et Meuse.
La capitale du peuple Atuatuca est une forteresse située « au centre de leur territoire ». L'emplacement de la cité anciennement associé à Tongres est aujourd'hui remis en cause. César décrit le site comme pourvu d'un étroit défilé à l'ouest, adapté à une embuscade, caractéristique très rare en Campine. D'autres sites ont été proposés comme la Montagne Saint-Pierre, sur la Meuse, ou la ville de Spa, en Ardenne. Maastricht est habité depuis 500 avant Jésus-Christ.

## Étymologie

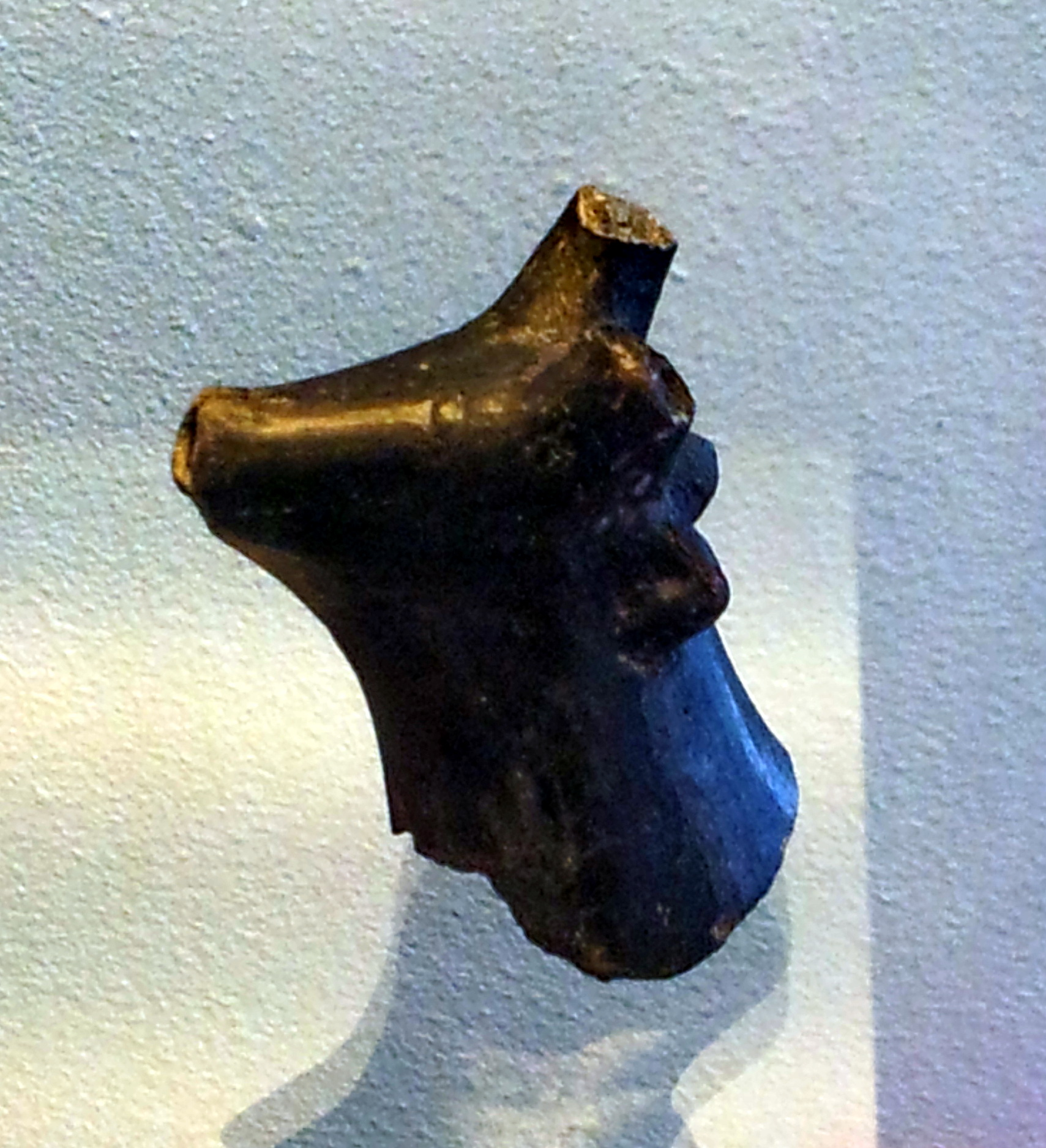
Fragment de cruche en forme de taureau, datant du, découvert à Maastricht

L'ethnonyme Éburon, le substrat toponymique de leur ancien territoire, ainsi que les différents noms de personnes s'expliquent indubitablement par une langue celtique et non pas germanique au sens moderne du terme. En effet, Eburo est expliqué par le celtique *eburo- « if » ou « sanglier »,. On compare le vieil irlandais ibar, if, le breton evor et le gallois efwr, bourdaine.
Le terme eburo- (autrement eburos) se rencontre fréquemment dans l'onomastique personnelle gauloise (anthroponymes gaulois cf. Eburus, Eburo, Eburius, etc.) et dans la toponymie (ex: Eburo-dunum > Yverdon, Embrun. Plusieurs villes et villages remontent à *Eburiacon, toponyme similaire, d'où les Ivry, Ivrey, Évry, Ivry-la-Bataille, Eure. Le nom des Éburons se rapproche également d'autres appellations issues du monde celtique : les Éburovices, Eburacum (York). Le nom de la ville anglaise de York, la civitas eburacum et plus au nord se trouve une région appelé Yorkshire Moors (les bruyères du comté de York). Les fermiers locaux complétaient, tout comme les Éburons belges, leur maigre revenu avec la culture de l'if. Le village devait être connu pour son marché du bois d'if, d'où la référence romaine[réf. nécessaire]. La ville suisse d'Yverdon s'appelait *Eburodunum dans l'antiquité. Eburo (if, taxus) + dunon (*dun, colline, village fortifié). Celle d'Envermeu dans l'actuelle Normandie s'appelait *Eburomagus, devenu *Eburomavus « la plaine des ifs » ou « le marché de l'if ». Ainsi que la tribu des Aulerques Eburovices qui a donné son nom à Évreux dans la même province.
Selon César, les Éburons étaient connus pour la culture de l'if. Cet arbre donne un bois fibreux, élastique et solide, d'une excellente qualité pour la fabrication des arcs et flèches. L'if des Éburons était tellement apprécié en Gaule, qui avait son propre if, que cette qualité fut nommée eburo[source insuffisante].
Le mot latin pour désigner l'if est taxus, il permet d'expliquer la dénomination plus récente de cette région, la Toxandria ou Taxandrie'[réf. nécessaire].

## Historique

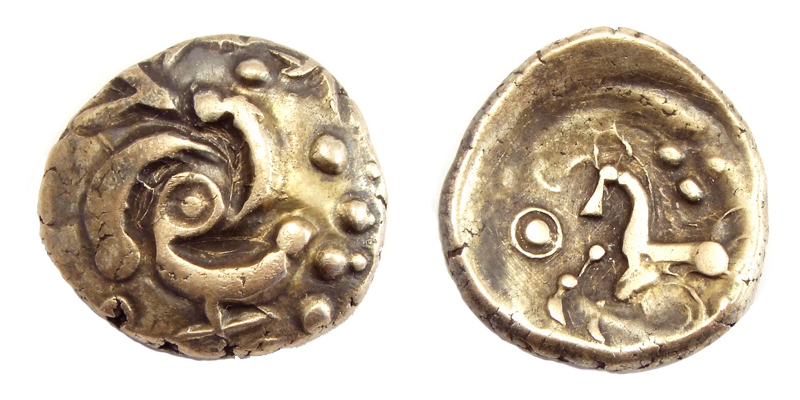
Statère en or des Éburons. Triskele surmonté d'une croisette et au revers, cheval celtisé et roue de char, évocation de l’attelage figurant sur les monnaies de Philippe II de Macédoine.

Venant de la moyenne vallée du Rhin et de la rive droite au nord du Main, les Belges arrivent en Gaule Belgique vers -300. Ils y supplantent les Gaulois. Les Eburons avaient des relations étroites avec les Nerviens, une grande nation Belge située à l'ouest de leur territoire. Les Aduatuci (ou Atuatuci) étaient voisins des Nerviens et les Eburons. César rapporte qu'Ambiorix avait été obligé de leur rendre hommage avant l'arrivée des Romains et que son propre fils et son neveu leur avaient été confiés comme otage. Ce fut avec ces deux nations, que les Eburons allait former rapidement une alliance militaire contre les forces de César.

### La conquête romaine

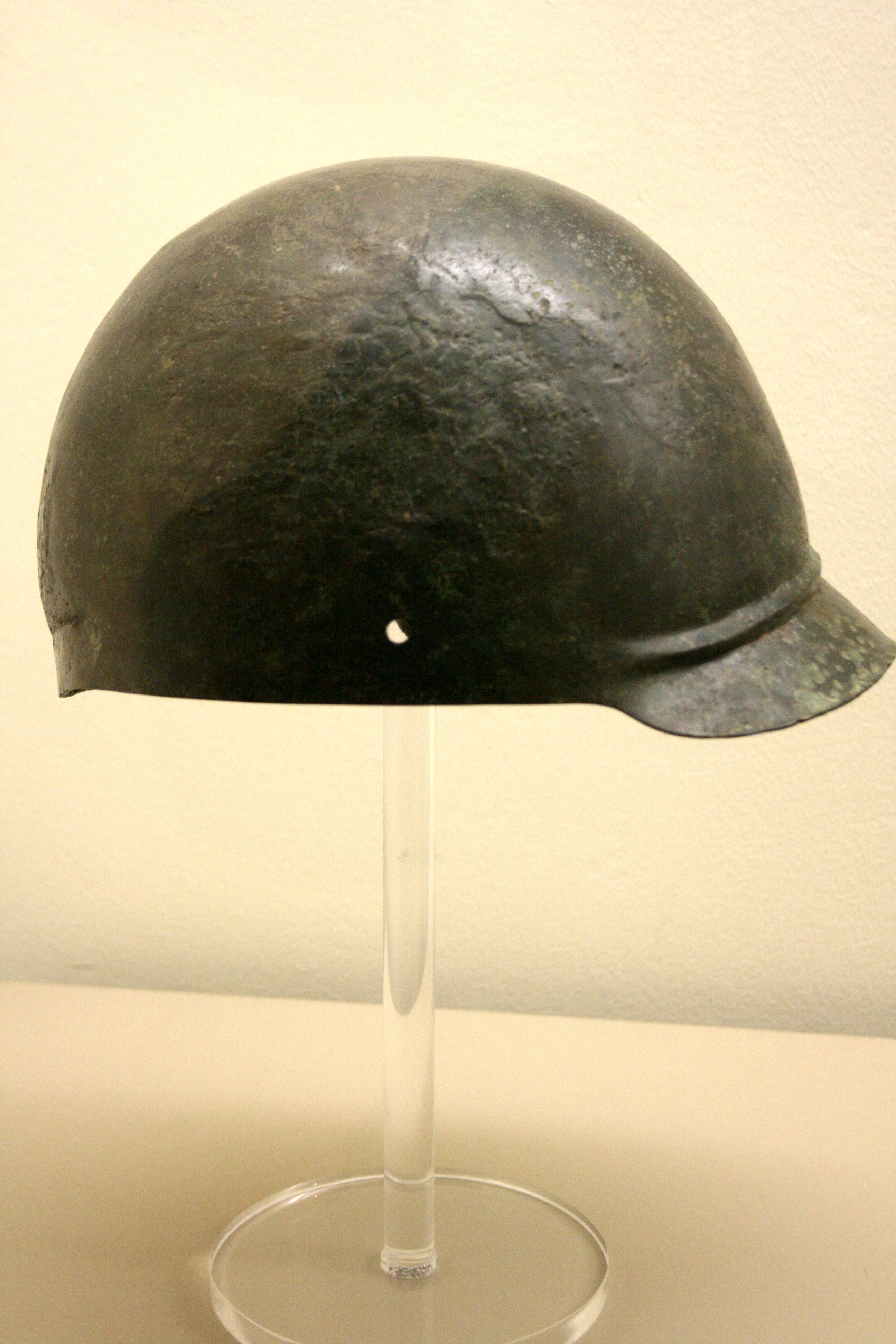
Casque gaulois en bronze de type Coolus-Manheim provenant de la région de Tongres. Musée du Cinquantenaire, Bruxelles (Belgique)

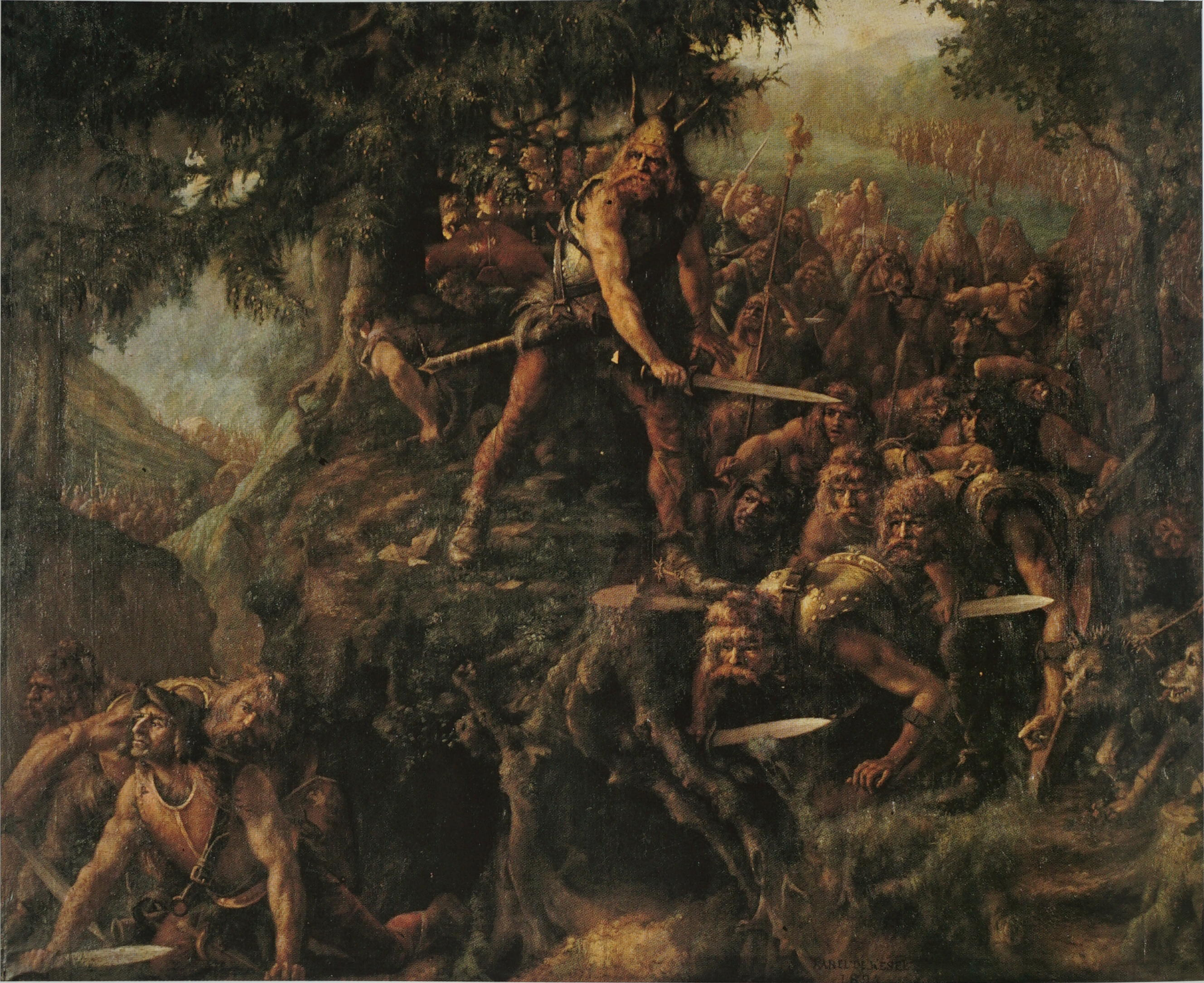
Ambiorix tendant une embuscade à la romaine, Karel de Kesel, 1865, Musée royal de Belgique

En 57 avant Jésus-Christ, les forces de César affrontent une alliance de nations belges dans la bataille du Sabis. Des informations des Remi, une nation alliée avec Rome, établissent que les Germani (Condruses, Éburons, Cérèses, et Pémanes) ont promis environ 40.000 hommes. Ceux-ci devaient rejoindre 60.000 Bellovaques, 50.000 Suessions, 50.000 Nerviens, 15.000 Atrébates, 10.000 Ambiens, 25.000 Morins, 9000 Ménapes, 10.000 Calètes, 10.000 Véliocasses, 10.000 Viromanduis, et 19.000 Aduatuques. Toutes ces forces devaient être dirigées par Galba, roi des Suessions. Cependant, cette alliance n'a pas fonctionné. Les Suessions et les Bellovaques se sont rendus après que les Romains se soient déplacés vers leurs terres. Les Nerviens, avec les Atrébates et Viromanduis, formèrent la force la plus importante le jour de la bataille. Les Éburons ne sont pas spécifiquement mentionnés dans la description de la bataille elle-même, mais après la défaite, les Éburons devinrent la nation la plus importante à résister à la suzeraineté romaine.
Lorsque les Tenctères et les Usipètes qui étaient des nations germaniques, traversèrent le Rhin en 55 avant notre ère, ils affrontèrent en premier selon César les Ménapes, avant de traverser la Meuse vers une tribu appelée Ambivarètes, puis avancèrent dans le territoire des Éburons et Condruses, qui étaient tous les deux "sous la protection des Trévires".

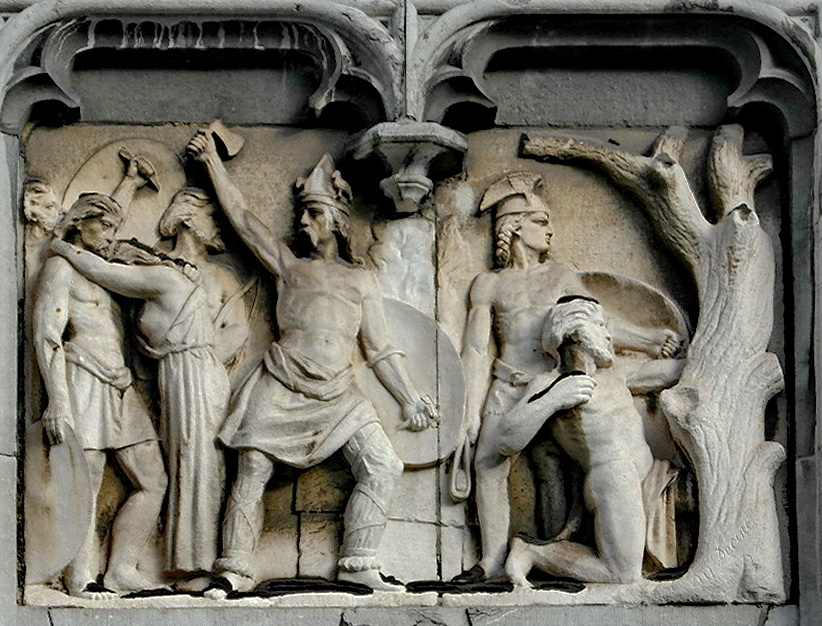
L'attaque d'Ambiorix représentée sur le Palais provincial de Liège, 1849-1853

En 54 avant Jésus-Christ, les forces de César sont de retour sur le territoire belge pour hiverner, à la suite de leur deuxième expédition en Grande-Bretagne. Les récoltes n'ont pas été bonnes, en raison de la sécheresse, ce qui conduit à un nouveau conflit. L'insurrection commence seulement 15 jours après qu'une légion et cinq cohortes, sous le commandement des lieutenants de César, Quintus Titurius Sabinus et Lucius Aurunculéius Cotta, soient arrivées dans leurs quartiers d'hiver situés dans le pays éburon. Selon Jules César qui l'écrit dans son ouvrage Commentaires sur la Guerre des Gaules, Ambiorix, un des deux rois éburons avec Catuvolcos, extermine la 14e légion romaine avec ses 5 cohortes supplémentaires lors de la bataille d'Aduatuca. Les Éburons, encouragés par les messages du roi des Trévires, Indutiomare, et dirigés par leurs deux rois attaquent le camp romain et, après avoir incité les Romains à quitter leur bastion, sur la promesse d'un passage sûr, ils les massacrent presque tous (environ 6000 hommes). Les deux légats, Quintus Titurius Sabinus et Lucius Aurunculeius Cotta, furent tués. Ceci se passa peut-être dans la vallée du Geer, en 54 av. J.-C. Il s'agit de la plus importante perte romaine de la Guerre des Gaules (8 000 légionnaires ainsi que les suiveurs : valets, marchands, etc.).

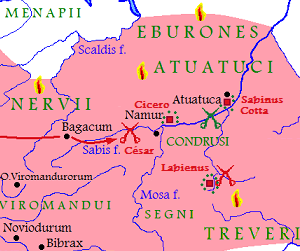
Révolte d'Ambiorix et ses alliés contre les légions romaines en Gaule belgique en 54 av. J.-C., ordre chronologique des événements :
1. Massacre d'Aduatuca de la légion de Sabinus et Cotta ;
2. Victoire de César contre l'armée qui assiégeait Cicero ;
3. Victoire de Labienus contre les troupes qui l'assiègent.

Encouragé par cette victoire, Ambiorix se rend personnellement chez les Aduatuci puis chez les Nerviens, pour leur proposer une nouvelle attaque d'un hivernage romain sur le territoire nervien, sous le commandement de Quintus Tullius Cicéron, frère du célèbre orateur. Les Nerviens convoquèrent rapidement les forces de plusieurs nations sous leur gouvernement, Centrones, Grudii, Levaci, Pleumoxii, et Geiduni.
L'attaque du camp hivernage de Q. Cicéron sera moins heureuse : la coalition des Éburons, Atuatuques et Nerviens est battue par César, venu à la rescousse. Pourtant, César rapporte que le sauvetage était « tout juste » en suggérant que pratiquement la moitié de cette légion était déjà détruite à son arrivée. Les pertes de César en Belgique s'élèveraient ainsi à 10 000 hommes au moins, soit près d'un quart de son armée (estimée à 8 légions, soit entre 40 000 et 45 000 légionnaires). Labienus, l'un des généraux les plus fiables de César, qui était en hivernage sur le territoire des Trévires, est également menacé lorsque les nouvelles de la rébellion des Eburons se propage. Finalement, le roi des Trévires, Indutiomare, est exécuté, ce qui entraîne la dispersion des forces des Eburons et des Nerviens.
L'année suivante, César entre dans le pays des Eburons. Lors d'une attaque surprise sur le quartier général d'Ambiorix, Catuvolcos, trop âgé pour fuir ou pour se battre, s'empoisonne avec une concoction à base d'if pour ne pas être capturé. Ambiorix parvient à s'échapper. Le pays des Eburons boisé et marécageux étant difficile pour les Romains, César invite les peuples voisins à venir piller les Eburons. Tandis qu'il ravage le pays des Eburons, César laisse Quintus Tullius Cicero, avec une légion, pour protéger les bagages et magasins, à un endroit appelé Aduatuca, qui était le lieu où Sabinus et Cotta avaient été tués. La tentative de faire usage des Sicambres se retourne contre les Romains lorsque les Eburons leur expliquent que les fournitures romaines sont des cibles les plus attrayantes. À cause de cette rébellion, César tente d'exterminer le peuple éburon, mais le manque de chiffres annoncé dans son ouvrage, alors qu'il a été si prolixe et trop heureux d'annoncer le nombre d'ennemis tués et d'esclaves vendus lors de ses victoires, montre que César a eu du mal à mettre la main sur les Éburons. D'après César, ceux-ci, sur ordre d'Ambiorix, prirent le maquis et leur armée se divisa, menant pendant deux années une guerre d'usure et de guérilla. Ambiorix ne fut jamais capturé par César, qui lui adresse quelques lignes épiques dans la Guerre des Gaules. César rapporte avoir brûlé chaque village qu'il pouvait trouver sur le territoire des Eburons, chassé tout le bétail, et il indique que ses hommes et bêtes ont consommé tout le blé. Il laisse ceux qui se sont cachés, s'il y en avait, avec l'espoir qu'ils seraient tous morts de faim pendant l'hiver. Les Eburons vont fuir vers les recoins les plus inaccessibles du territoire : Ambiorix se réfugie dans la forêt d'Ardenne, d'autres dans la Peel ou le delta du Rhin et de la Meuse.

### La Civitas Tungrorum
César dit qu'il voulait anéantir les Eburons et leur nom, et en effet, nous n'entendons plus parler des Eburons. Leur pays fut bientôt occupé par une nation germanique avec un nom différent, les Tongres. Cependant, l'indication de Tacite selon laquelle les Tungri étaient à l'origine "Germani" venus plus tôt du Rhin, correspond à la description que César a faite des Eburons et de leurs voisins, ce qui conduit à la possibilité qu'ils aient survécu sous un nouveau nom. Sous les Romains, une des civitas associées aux Tungri, et vivant dans le nord de leur territoire, dans la Campine moderne, étaient les Toxandrians. Comme les Tungri, ils ne sont pas mentionnés par César. Comme les Condruses qui ont continué à exister sous la domination romaine, les Texuandri ou Toxandriens sont reconnus comme un groupe distinct, intégré à la Civitas Tungri à des fins administratives. L'étymologie de ce nom est incertaine, mais il est possible que cela corresponde à la traduction du nom gaulois d'origine des Eburons, qui se réfère à l'if (taxus en latin). Dans l'extrême nord du territoire des Eburons, dans la zone où la Meuse et le Rhin entrent aux Pays-Bas, il est possible que certains Eburons, accompagnés d'immigrants germaniques, aient rejoint le nouveau groupe tribal batave qui a constitué une force de combat importante de l'armée romaine. Strabon les cite encore vers 20 av. J.-C., mais le nom de leur civitas fut remplacé par celle des Tungri, associant alors les Atuatuques, les Condruses et des Sicambres. Comme d'autres cités et régions des provinces gallo-romaines, la civitas Tungrorum servira de base à la constitution d’un diocèse qui prendra vers le VIIe siècle le nom de sa nouvelle capitale Liège.

## Celtes ou Germains?

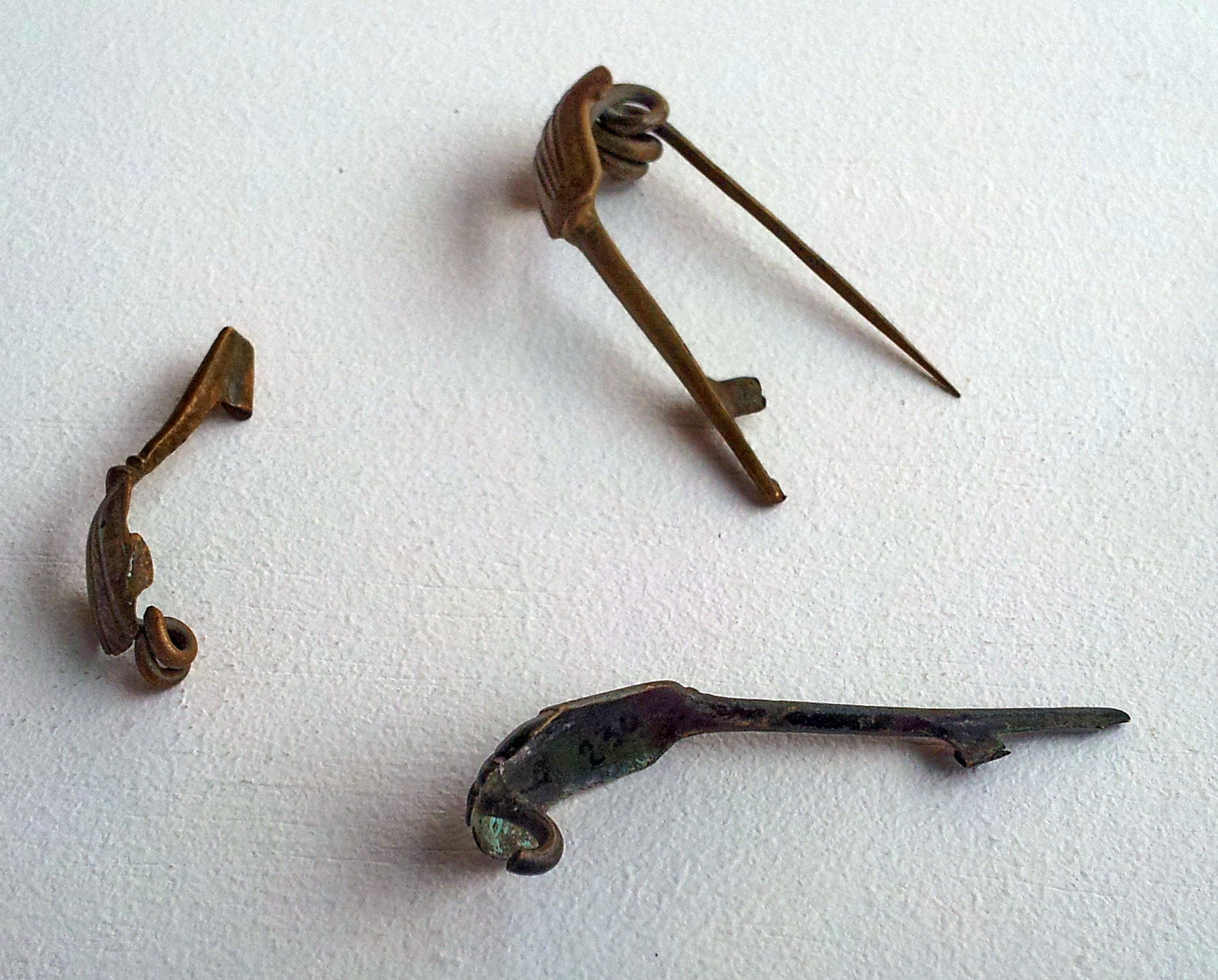
Fibules celtes découvertes dans la Meuse à Maastricht

Bien qu'ils soient considérés comme Belges, un des peuples de la Gaule, Jules César dit que les Condruses, Eburons, Caeraesi, Paemani et Segni étaient appelés du nom de Germani et s'étaient installés il y a quelques générations, venant de l'autre côté du Rhin. Les Eburons sont donc considérés par César comme des Germani cisrhenani, à savoir des peuples germaniques qui vivaient au sud et à l'ouest du Rhin et distincts des Belges. Bien que les peuples de la Gaule belgique aient été influencées par les cultures gauloises et germaniques, les autres éléments d'identification par exemple les langues qu'ils parlaient, restent pourtant incertains. Leur appartenance aux peuples germaniques pourrait être confirmée si leur nom est apparenté à celui du sanglier, germanique *ebura-, dont le représentant scandinave jo̜furr s’applique au prince.
Le caractère proprement « germanique », au sens moderne du terme, c'est-à-dire fondé sur des critères linguistiques, des Éburons a été fréquemment mis en doute. En effet, la plupart des ethnonymes cités dans la Guerre des Gaules se prêtent à une interprétation étymologique à partir de racines celtiques. Les noms des rois éburons Ambiorix et Catuvolcus sont par exemple indubitablement celtiques. Le nom de leur nation (après le celte Eburo « ifs »), les noms de personnes et de lieux (Ambiorix, Atuatuca) et les preuves archéologiques renvoient à la culture celte. La déesse éburonne Virodactis a un cognat en irlandais : feardhacht « vertu virile, âge d'homme ». On trouve chez César des passages en faveur de la celticité des Eburons. Il fait dire à Ambiorix, roi des Éburons : « il était bien difficile à des Gaulois [c'est-à-dire aux Éburons] de refuser leur concours à d'autres Gaulois ». On observe également qu'Ambiorix s'adresse aux Romains par l'intermédiaire d'un interprète originaire d'Hispanie, puis d'un autre venant de Gaule narbonnaise (le père de Trogue Pompée). Les Eburons avaient leurs propres dialecte et coutumes.
En raison du fait que les noms de leurs deux rois, Ambiorix et Catuvolcus, sont gaulois, Günter Neumann envisage une population mixte dont la couche supérieure était gauloise,.

## Double royauté

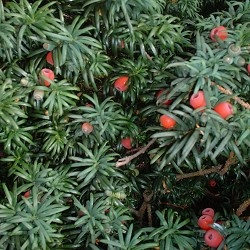
L'If semble avoir joué un sens rituel

Les Eburons connaissent un type de double royauté. Celle-ci se présentait peut-être sous la forme d'une confédération composée de deux civitas (cités-état), dont chacune était représenté par un roi. César mentionne qu'en - 54 les Eburons étaient dirigés par Ambiorix et Catuvolcos, César leur accorde la qualité de "Rex". De même, Livius nomme Ambiorix "Eburonem rege". La répartition des tâches au sein de cette double royauté est identifiable. De toute évidence, ils pouvaient conjointement déclarer la guerre. César explique également que chacun était roi pour la moitié des Eburons. La distribution des pièces de monnaie relatives à Ambiorix pourraient indiquer qu'il était responsable du territoire proche de Bruxelles, tandis que le territoire de Catuvolcos correspondrait à la région des Ardennes et du Nordeifel, entre Meuse et Rhin. Ambiorix semble ne plus disposer d'autorité sur ses sujets lorsqu'ils s'oppose à lui. Pendant les épisodes ultérieurs de la guerre, Ambiorix prend la direction des opérations. César le décrit comme un négociateur et un chef de guerre rusé et prudent. Après la défaite, le vieux roi Catuvolcos maudit son co-régent comme l'instigateur de la guerre et s'empoisonne avec le « jus de l'arbre if », ce qui peut être interprété comme une indication du rôle sacré du second roi, plus âgé, et confirme le sens rituel de l'if pour les Eburons.

## Sources primaires

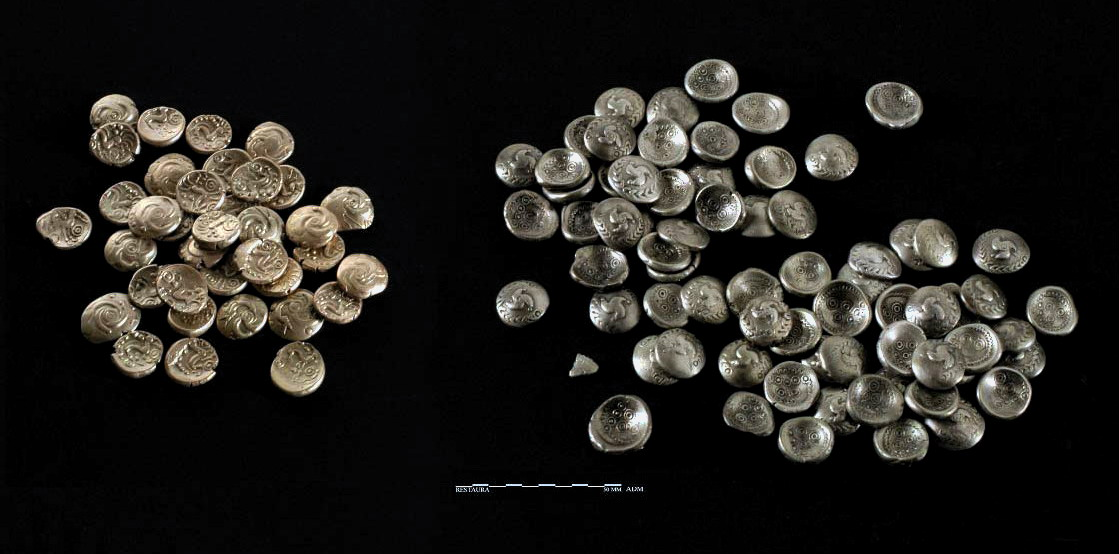
Trésor monétaire d'Amby retrouvé près de Maastricht et probablement caché par les Eburons lors de la conquête romaine

« Ambiorix ne rassembla pas ses troupes : le fit-il de propos délibéré, parce qu’il estimait qu’il ne fallait point livrer bataille, ou bien faute de temps et empêché par la soudaine arrivée de notre cavalerie, qu’il croyait suivie du reste de l’armée ? On ne sait ; toujours est-il qu’il envoya de tous côtés dans les campagnes dire que chacun eût à pourvoir à sa sûreté. Une partie se réfugia dans la forêt des Ardennes, une autre dans une région que couvraient sans interruption des marécages ; ceux qui habitaient près de l’océan se cachèrent dans des îles que forment les marées ; beaucoup quittèrent leur pays pour aller se confier, eux et tout ce qu’ils possédaient, à des peuples qu’ils ne connaissaient aucunement. Catuvolcos, roi de la moitié des Éburons, qui s’était associé au dessein d’Ambiorix, affaibli par l’âge et ne pouvant supporter les fatigues de la guerre ou de la fuite, après avoir chargé d’imprécations Ambiorix, auteur de l’entreprise, s’empoisonna avec de l’if arbre très commun en Gaule et en Germanie »
— Jules César, Commentaires sur la Guerre des Gaules, Livre VI, 31.
« À l'Ouest des Trévires et des Nerviens habitent les Sénons et les Rèmes, auxquels il faut ajouter les Atrébates et les Éburons ; puis, à la suite des Ménapes, sur le littoral même, viennent les Morins, et, après eux, les Bellovaques, les Ambiens, les Suessions et les Calètes jusqu'à l'embouchure du Sequanas. Le pays des Morins, des Atrébates et des Éburons offre le même aspect que celui des Ménapes, l'aspect d'une forêt, mais d'une forêt d'arbres très peu élevés, qui, tout en présentant une superficie considérable, n'a pourtant que les 4000 stades d'étendue que les historiens lui donnent. On désigne cette forêt sous le nom d'Arduenne. Habituellement, en cas de guerre et d'invasion, les gens du pays entrelaçaient ensemble les branches de ces arbustes, qui sont épineux et rampants comme des ronces, pour que l'ennemi trouvât tous les passages obstrués ; dans certains endroits même ils enfonçaient en terre de gros pieux, après quoi ils allaient se cacher eux et leurs familles au plus profond des bois dans les petites îles de leurs marais. Seulement, s'ils trouvaient là, durant la saison des pluies, d'impénétrables retraites, il devenait aisé de les y atteindre quand commençait la sècheresse... »
— Strabon, Géographie IV, 3, 5.

## Dans la culture
- L'Eburonien est une période géologique du Calabrien, nommée en hommage aux Eburons.
- Pierre Hazette, Haïr César ?, Liège, CEFAL Éditions, 2011, 245 p. (ISBN 978-2-87130-304-6). Roman historique. L'action se situe principalement au moment du génocide des Éburons (54 av. J.-C.) et de la Grande révolte gauloise (52 av. J.-C.).